# Pokolenie V
Pokolenie V (oryg. Gen V) – amerykański serial o superbohaterach, stworzony przez Craiga Rosenberga, Evana Goldberga i Erica Kripkego. Jest to spin-off The Boys, adaptujący część oryginalnego komiksu, autorstwa Gartha Ennisa i Daricka Robertsona, zwartą w tomie Na nas już czas.
Serial, którego akcja rozgrywa się równolegle z czwartym sezonem The Boys, miał premierę w Prime Video 29 września 2023 roku.
Pokolenie V przedłużono o kolejny, drugi, sezon jeszcze przed finałem pierwszego.

## Fabuła
Młodzi superbohaterowie, nazywani „supkami”, są testowani w wielu wyzwaniach bojowych na Uniwersytecie Godolkin, założonym przez Patricka Godolkina i prowadzonym przez Vought International.  

## Obsada

### Aktorzy pierwszoplanowi
- Jaz Sinclair jako Marie Moreau
  - Jaeda LeBlanc jako młodsza Marie
- Chance Perdomo jako Andre Anderson, przyjaciel Luke'a
- Lizze Broadway jako Emma Meyer, mogąca zmieniać rozmiary swego ciała
- Maddie Phillips jako Cate Dunlap, dziewczyna Luke'a
- London Thor i Derek Luh jako Jordan Li, zmiennokształtny supek. Thor wciela się w kobiecą postać Jordana, a Luh wciela się w męską wersję postaci
- Asa Germann jako Sam Riordan
  - Cameron Nicholl jako młodszy Sam
- Shelley Conn jako Indira Shetty, dziekan Uniwersytetu Godolkin

### Aktorzy drugoplanowi
- Patrick Schwarzenegger jako Luke Riordan / Golden Boy
- Maia Jae Bastidas jako Justine
- Daniel Beirne jako Social Media Jeff

### Aktorzy trzecioplanowi
- Ty Barnett jako Malcolm Moreau
- Miata Ada Lebile jako Jackie Moreau
- Alexander Calvert jako Rufus
- Robert Bazzocchi jako Liam
- Alex Castillo w roli Vanessy.
- Clancy Brown jako profesor Richard „Rich Brink” Brinkerhoff[4].
- PJ Byrne jako Adam Bourke
- Sean Patrick Thomas jako Polarity
- Marco Pigossi jako dr Edison Cardosa
- Jackie Tohn jako Courtenay Fortney
- Matthew Edison jako Cameron Coleman
- Laura Kai Chen jako Kayla Li
- Peter Kim jako Paul Li
- Derek Wilson jako Robert Vernon / Tek Knight[5].

### Goście specjalni
- Elisabeth Shue jako Madelyn Stillwell
- Jessie T. Usher jako Reggie Franklin / A-Train
- Colby Minifie jako Ashley Barrett
- Chace Crawford jako Kevin Moskowitz / The Deep[6]
- Claudia Doumit jako Victoria Neuman
- Jensen Ackles jako Ben / BCL RED / Soldier Boy[7]

## Odcinki
| Sezon | Sezon | Odcinki     | Oryginalna emisja/ | Oryginalna emisja/ |
| Sezon | Sezon | Odcinki     | Premiera sezonu    | Finał sezonu       |
| ----- | ----- | ----------- | ------------------ | ------------------ |
|       | 1     | 8           | 29 września 2023   | 3 listopada 2023   |
|       | 2     | BRAK DANYCH | 2025               | BRAK DANYCH        |

### Sezon 1 (2023)
| Nr | # | Tytuł                       | Polski tytuł             | Reżyseria       | Scenariusz                                   | Premiera             |
| -- | - | --------------------------- | ------------------------ | --------------- | -------------------------------------------- | -------------------- |
| 1  | 1 | God U.                      | Uniwersytet Godolkina    | Nelson Cragg    | Craig Rosenberg, Evan Goldberg i Eric Kripke | 29 września 2023     |
| 2  | 2 | First Day                   | Pierwszy Dzień           | Nelson Cragg    | Zak Schwartz i Brant Englestein              | 29 września 2023     |
| 3  | 3 | #ThinkBrink                 | #PamiętajBrinka          | Phil Sgriccia   | Erica Rosbe                                  | 29 września 2023     |
| 4  | 4 | The Whole Truth             | Cała prawda              | Steve Boyum     | Jessica Chou                                 | 6 października 2023  |
| 5  | 5 | Welcome to the Monster Club | Witamy w klubie potworów | Clare Kilner    | Lex Edness                                   | 13 października 2023 |
| 6  | 6 | Jumanji                     | Jumanji                  | Rachel Goldberg | Lauren Greer                                 | 20 października 2023 |
| 7  | 7 | Sick                        | Choroba                  | Shana Stein     | Chelsea Grate                                | 27 października 2023 |
| 8  | 8 | Guardians of Godolkin       | Strażnicy Godolkina      | Sanaa Hamri     | Brant Englestein                             | 3 listopada 2023     |

## Produkcja

### Rozwój
20 września 2020 roku ogłoszono spin-off The Boys. Craig Rosenberg został jego scenarzystą i jednym z producentów wykonawczych; pozostałymi zostali Erik Kripke, Seth Rogen, Evan Goldberg, James Weaver, Neal H. Moritz, Pavun Shetty, Michaela Starr, Garth Ennis, Darick Robertson, Sarah Carbiener, Erica Rosbe, Aisha Porter-Christie, Judalina Neira i Zak Schwartz. 27 września 2021 Amazon potwierdził zamówienie serialu, a Michele Fazekas i Tara Butters zostali jego showrunnerami.
2 października 2022 roku Kripke stwierdził, że serial inspirowany Igrzyskami Śmierci skupi się na drużynie G-Men wspomnianej w pierwszym sezonie The Boys, pierwotnie stworzonej jako parodia X-Menów, na potrzeby czwartego tomu serii komiksów Ennisa i Robertsona, Na nas już czas, którym seria jest luźno inspirowana.

### Zdjęcia
Zdjęcia do serialu, o roboczym tytule The Boys Presents: Varsity, rozpoczęły się w kampusie Uniwersytetu Toronto w Mississauga w maju 2022, w lipcu tego samego roku kręcono w Claireville Conservation Area w Brampton, a zdjęcia zakończono w październiku. Inne miejsca, w których kręcono zdjęcia, to stadion Sobeys i kino samochodowe Stardust. W lipcu 2022 ogłoszono, że serial będzie oficjalnie zatytułowany Gen V. We wrześniu 2022 roku członkowie obsady ogłosili w mediach społecznościowych zakończenie produkcji.

## Premiera
Premiera Gen V miała miejsce 29 września 2023 r. w serwisie Amazon Prime Video. Finał pierwszego sezonu miał premierę 3 listopada 2023 roku.

## Odbiór
Rotten Tomatoes zebrało 111 recenzji krytyków, uznając 97% z nich za pozytywne i obliczając średnią oceną wynoszącą 7,25/10. Konsensus krytyków serwisu brzmi: „Prawie makabrycznie wywrotowy jak seria, z której pochodzi seria, Gen V opiera się na The Boys w czasami chaotyczny, ale ogólnie inspirowany sposób”. Konkurencyjny Metacritic obliczył średnią ważoną ocen wynoszącą 73 na 100 na podstawie recenzji 31 krytyków.